# Hällsö naturreservat
Hällsö naturreservat är ett naturreservat i Tanums kommun i Västra Götalands län. 
Området är naturskyddat sedan 2016 (gällande dock från 2023 efter överklagande) och är 220 hektar stort. Reservatet omfattar större delen av Hällsö.